# Markus Reuter
Markus Reuter (Lippstadt, 1972) è un chitarrista, compositore, produttore discografico e progettista di strumenti musicali tedesco.
Il suo lavoro comprende (e spesso unisce) art rock, loop music, musica classica contemporanea e pop alternativo.
Reuter è membro di diverse band e progetti (tra cui centrozoon, Tuner, Stick Men, The Crimson ProjeKct e Europa String Choir). Recentemente, ha cominciato ad affermarsi come compositore di musica classica contemporanea, attraverso la performance e la registrazione del componimento orchestrale Todmorden 513.
Uno specialista del tapping, Reuter è divenuto popolare per il suo lavoro sulla Warr Guitar e sul Chapman Stick durante gli anni '90 e 2000, prima che progettasse e mettesse in commercio gli strumenti musicali U8 e U10 Touch Guitar. Insieme a Trey Gunn, ex-componente dei King Crimson, manda avanti il Touch Guitar Circle, un punto di riferimento per i suonatori di Touch Guitar e per l'insegnamento della tecnica touch.
Oltre a collaborare con artisti come Tim Bowness, Lee Fletcher, Ian Boddy and Robert Rich, Reuter ha prodotto numerosi dischi per altri musicisti e ha realizzato diversi album da solista, in veste di compositore ed esecutore. Fa anche parte di un consorzio capeggiato da artisti, che comprende Iapetus Media, Unsung Productions e Unsung Records.

## Stile musicale
Gran parte del lavoro di Reuter si fonda sull'esplorazione degli strumenti touch-style e sull'elaborazione del suono. Un esecutore tecnicamente ineccepibile, suona utilizzando una grande varietà di approcci, dalle tecniche più basilari e dal suono non processato, fino a suoni estremamente trattati (tessiture e drone). La maggioranza dei suoi album solisti consistono in musica ambient registrata con la Touch Guitar (con l'aggiunta di numerosi effetti) e l'utilizzo dei computer. La sua composizione più recente, Todmorden 513, mescola questo tipo di approccio con la musica da camera, ed è stata in seguito riadattata per un arrangiamento orchestrale.
Dal punto di vista della composizione, Reuter è particolarmente interessato alla process music, e utilizza algoritmi e tecniche compositive seriali. Lavora inoltre con la musica generativa (che caratterizza il componimento Todmorden 513, tanto quanto il suo lavoro con la band Tuner) e sperimenta con numerose tecniche d'improvvisazione. Di recente, Reuter ha definito il suo approccio alla composizione con la denominazione “Modus Novus”.
Come musicista, Reuter è meglio conosciuto per il suo lavoro in ambito art-rock (anche a causa del suo coinvolgimento in diversi progetti legati ai King Crimson) e come musicista ambient sperimentale. Il lavoro di Reuter su altri progetti ha incorporato, a seconda del contesto, anche elementi della musica da camera, del jazz, del folk e di svariati stili pop.

## Biografia e carriera musicale
Markus Reuter comincia gli studi da musicista nel 1975, all'età di tre anni. Intraprende lo studio del pianoforte (sotto la guida di Ulrich Pollmann), per poi passare alla chitarra classica e al mandolino. Durante l'infanzia e la prima parte dell'adolescenza (fino all'età di 16 anni), suona concerti sia come musicista solista che come membro di ensemble e orchestre.
Grazie all'aiuto e all'incoraggiamento di Pollmann, Reuter comincia a comporre nel 1985. Lo ispirano una grande varietà di influenze: la musica pop degli anni '60 e '70 (specialmente i Beatles), la musica classica (Bach e Messiaen), il progressive rock (Mike Oldfield, David Torn, Robert Fripp e i King Crimson) e compositori crossover contemporanei come David Bedford. Durante l'adolescenza, Reuter studia storia della musica, teoria e analisi con Karlheinz Straetmanns, un compositore nel lignaggio di Harald Genzmerand e Paul HIndemith.
Nel 1991, all'età di 18 anni, Reuter comincia a frequentare i corsi del Guitar Craft di Robert Fripp. Guidato da Tony Geballe (e dallo stesso Fripp), continua a studiare il Guitar Craft fino al 1998, combinando corsi musicali intensivi con lo studio delle filosofie di Georges Gurdjieff e J.G. Bennett. Il lavoro di Gurdjieff (in particolar modo le Danze Sacre) rivestirà grande importanza nelle fasi successive della carriera di Reuter.
Per sua stessa ammissione, durante l'adolescenza Reuter non è un musicista particolarmente disciplinato: si lascia guidare principalmente dall'innato talento musicale. Il suo approccio cambia quando si cimenta nello studio del Chapman Stick all'inizio del 1993, a seguito di confronti con Fripp, ma anche ispirato da Tony Levin dei King Crimson. L'apprendimento sugli Stick a 10 e 12 corde richiede un approccio molto disciplinato per studiare e per esercitarsi, che Reuter adotta e utilizza a suo vantaggio. Nello stesso periodo, comincia a sviluppare un grande interesse per la loop music e comincia a sperimentare con una forma di “composizione istantanea” utilizzando un sistema di loop fuori sincrono.
Nel 1993, Reuter intraprende un corso di studio di sei anni in Psicologia all'Università di Bielefeld. Contemporaneamente, Reuter continua gli studi musicali. Tra il 1993 e il 1996 studia improvvisazione con Gerd Lisken e diventa un membro del Lisken's Chaos Orchester Bielefeld. Nel 1995 studia musica classica contemporanea con il compositore belga Daniel Schell: studia inoltre musica indiana con Ashok Pathak e sviluppa il suo già esistente interesse nei principi compositivi basati sulla permutazione.

## Musicista professionista (dal 1996 a oggi)
Nel 1996 (nel mezzo degli studi universitari e dei corsi Guitar Craft) Reuter diventa un musicista professionista e suona i suoi primi concerti, composti interamente da materiale da lui scritto. Nello stesso anno si unisce a tre gruppi molto diversi tra loro. Il primo dei tre è quello dei centrozoon (un progetto di musica d'improvvisazione fondato dall'artista figurativo Bernhard Wöstheinrich); il secondo è l'ensemble di art-rock strumentale/musica classica contemporanea Europa String Choir; il terzo è il trio “ambient world jazz” String Unit (dove Reuter unisce le forze con il chitarrista acustico Dagobert Bohm e il violinista Zoltan Lantos). In tutti questi progetti, Reuter suona dapprima il Chapman Stick, prima di passare a una Warr Guitar a 8 corde, all'incirca nel 1997. Nel corso dei quattro anni successivi, Reuter suona occasionalmente in America e Europa sia con gli Europa String Choir che con gli String Unit.
Reuter comincia a realizzare dischi solistici nel 1998, cominciando con l'album Taster e continuando con altri sei album a suo nome, fino ad arrivare alla produzione più recente, Todmorden 513, nel 2011. Contemporaneamente, realizza otto album con i centrozoon (oltre a diverse uscite d'archivio), due con gli Europa String Choir, cinque insieme al musicista di musica elettronica Ian Boddy e uno con gli String Unit. Partecipa inoltre a diversi progetti in qualità di collaboratore.
Reuter ha fatto parte di diversi progetti legati ai King Crimson. Nel 2005 forma il duo Tuner insieme al batterista Pat Mastelotto (con cui realizza quattro album). Nel 2010 si unisce agli Stick Men di Tony Levin e Mastelotto (sostituendo Michael Bernier), realizzando due album e un EP. Nel 2011, gli Stick Men si uniscono all'Adrian Belew Power Trio sotto il nome Crimson Projeckt, un sestetto che ripropone il repertorio dei King Crimson che va dal 1981 al 2009. In questi progetti, Reuter esegue molte delle parti originariamente suonate da Robert Fripp (del quale, molto spesso, Reuter viene indicato come potenziale successore nei King Crimson: ipotesi sempre negata dallo stesso Reuter).
Nel 2011, Reuter registra una versione di Todmorden 513 con un piccolo ensemble: il primo di una serie di lavori (non ancora realizzati) di musica classica contemporanea per orchestra e ensemble da camera.
Reuter concepisce la sua carriera come un'opportunità per istruirsi attraverso l'esperienza e il continuo sperimentare. Il lavoro in svariati gruppi e progetti lo ha visto alle prese con musica elettronica, musica classica contemporanea, industrial, progressive e art rock, world jazz, pop e pura improvvisazione.

## Altre attività

### Produttore e proprietario di un'etichetta discografica
Dal 2002, Markus Reuter si è affermato anche come produttore per altri artisti, tra cui Yoshi Hampl, UMA, Tovah, The Season Standard, Skin Diary, Lake Cisco, Chrysta Bell e The Redundant Rocker. Si è inoltre occupato della produzione del progetto This Fragile Moment di Toyah Willcox, al quale ha partecipato anche in veste di musicista.
Nel 2006, Reuter ha avviato un consorzio dedicato alla produzione musicale, insieme con Fabio Trentini, Lee Fletcher, Eric Morris e Adrian Benavides, comprendente: il negozio on-line Iapetus Media, la società di produzione Unsung Productions, e la casa discografica affiliata Unsung Records (per la quale Reuter pubblicherà gran parte del suo nuovo materiale).

### Insegnamento
Reuter comincia il suo lavoro da insegnante nel 1998, curando seminari sulla touch guitar in Spagna, Belgio, e negli Stati Uniti. Durante questo periodo, sviluppa una serie di esercizi denominati “The Family”, ispirati dal Guitar Craft e dal lavoro di George Gurdjieff sui movimenti del corpo (in particolar modo Le Danze Sacre). “The Family” è stato formalmente lanciato come metodo nel 2007.
In collaborazione con Trey Gunn, Reuter fonda il Touch Guitar Circle nel 2009, offrendo insegnamenti sulle tecniche touch e un punto di riferimento per tutti i suonatori di questo strumento.
Tra il 2002 e il 2006 Reuter tiene dei corsi sull'argomento “La Psicologia della Creatività” all'Università di Scienze Applicate di Fulda, in Germania.

### La Touch Guitar
Nonostante Reuter si sia affermato come uno dei principali esponenti del Chapman Stick e della Warr Guitar, ha in seguito espresso insoddisfazione per entrambi gli strumenti; per questo ha deciso di progettarne lui stesso una variante che avesse come punto di riferimento la tecnica touch. Ha fondato la società Touch Guitars nel 2007, con l'intento di applicare le sue conoscenze tecnico-musicali alla realizzazione di strumenti.
Il primo di questi, la U8 Deluxe Touch Guitar, viene costruito dal liutaio americano Ed Reynolds (che ha anche avuto il ruolo di consulente all'interno del progetto e realizza dieci dei successivi modelli). Il prototipo viene completato nel Giugno del 2008 e diventa ben presto lo strumento prediletto di Reuter. L'azienda Touch Guitars produce al momento tre diversi strumenti: le U8 e U8 Deluxe Touch Guitar (entrambe a 8 corde) e la U10 Touch Guitar (strumento a 10 corde, con uscite audio separate per le corde del basso e quelle della chitarra). Diversi studenti di Reuter (come Alexander Dowerk e Erik Emil Eskildsen) suonano abitualmente la Touch Guitar e la utilizzano per registrare la propria musica.

## Discografia

### Come solista
- Taster (1998)
- Containment (1998)
- Digitalis (2001)
- The Longest in Terms of Being (2001)
- Older Than God (2003)
- Trepanation (2006)
- Todmorden 513 (2011)

### Centrozoon
- Blast (2000 - nel 2008 esce una versione rimasterizzata con bonus track)
- Sun Lounge Debris (2001)
- The Divine Beast EP  (2001)
- centrophil EP (2002)
- The Cult of: Bibbiboo (2002)
- The Scent of Crash and Burn EP (2003)
- Never Trust the Way You Are (2005)
- Angel Liquor (2006)
- Never Trust the Things They Do (2006)
- Lovefield (2007)
- Vacuum Love (5-volume series, 2007)
- Boner (2012)

### Europa String Choir
- Lemon Crash (2000)
- Marching Ants (2004)

### This Fragile Moment
- This Fragile Moment (2009)

### Tuner
- Totem (2005, remaster 2008)
- Pole (2007)
- Müüt (2008)
- ZWAR (2009)
- Face (in uscita nel 2014)

### Stick Men
- Absalom EP (2011)
- Open (2012)
- Deep (2013)

### The Crimson ProjeKct
- The Crimson ProjeKct - Official Bootleg Live 2012 (2012)
- The Crimson ProjeKct - Live in Tokyo (2013)

### Dagobert Böhm, Zoltan Lantos, Markus Reuter
- String Unit (2000)

### Markus Reuter & Ian Boddy
- Distant Rituals (1999)
- Pure (2003)
- Dervish (2009)
- Unwound (2010)
- Colour Division (2013)

### Markus Reuter &['ramp]
- Ceasing to Exist (2007)

### Markus Reuter & Robert Rich
- Eleven Questions (2007)

### Markus Reuter feat. Sha
- 0000 (2011)

### Lee Fletcher (featuring Markus Reuter & Lisa Fletcher)
- Faith in Worthless Things (2012)
- The Cracks Within - FiWT Remixes (remix mini-album, 2013)
- Islands (2013)

### Collaborazioni
- Dago, Sounds for a Blue Planet (2001 - turnista)
- Tim Bowness, My Hotel Year (2004 - suona la touch Guitar ed è coautore di "The Me I Knew" e "I Once Loved You")
- Kuha, Telekineettinen Testilaboratorio (2005 - suona la touch guitar)
- Star of Ash, The Thread (2008 - arrangiatore, suona la touch guitar)
- Scott McGill, Percy Jones, Ritchie DeCarlo (2010 - suona la touch guitar)
- Star of Ash, Lakhesis (2010 - arrangiatore, suona la touch guitar)
- Herd of Instinct (2011 - suona la touch guitar e i loop su "Anamnesis" and "Possession")
- Marco Machera, Dime Novels (2014 - suona la touch guitar su "Big Juju Man" e "John Porno", ed è coautore di "John Porno")

### Come produttore
- Show Of Exaggeration, Show Of Exaggeration (2003)
- The Redundant Rocker, Collider (2005)
- UMA, Civitas Soli (2008)
- Tovah, Escapologist (2008 - producer/arranger)
- The Season Standard, Squeeze Me Ahead Of Line (2008)
- This Fragile Moment, This Fragile Moment (2009)
- The Redundant Rocker, Heart (2009)
- Yoshi Hampl, Water Dealer (2009)
- Skin Diary, Skin Diary (2010)
- Moonbound, Peak Of Eternal Light (2010 - co-produttore)
- Chrysta Bell, Strange Darling (non pubblicato)
- Lake Cisco, Permanent Transient (2011)
- Zweiton, Form (2012)
- Adrian Benavides, Same Time Next Life (2012)
- Specimen 13, Echosystem EP (2012)
- Namgar, Dawn of the Foremothers (2013)